# La Fille du canyon
La Fille du canyon est la vingt-quatrième histoire de la série Jerry Spring de Jijé. Elle est publiée pour la première fois du no 1980 au no 1999 du journal Spirou. Puis est publiée sous forme d'album en 1977.

### Documentation
- Jean Léturgie, « La Fille du canyon », Schtroumpfanzine, no 15,‎ janvier 1978, p. 24.